# Liste der Monuments historiques in Puy-de-Serre
Die Liste der Monuments historiques in Puy-de-Serre führt die Monuments historiques in der französischen Gemeinde Puy-de-Serre auf.

## Liste der Bauwerke
| Bezeichnung      | Beschreibung                  | Standort      | Kennzeichnung | Schutzstatus | Datum | Bild |
| ---------------- | ----------------------------- | ------------- | ------------- | ------------ | ----- | ---- |
| Kirche St-Loup   | Erbaut ab dem 12. Jahrhundert | (Lage)        | PA00110206    | Inscrit      | 1932  |      |
| Pont de Fleuriau |                               | C.V. 4 (Lage) | PA00110207    | Inscrit      | 1982  |      |